# Indolpium afghanicum
Espèce
Indolpium afghanicum est une espèce de pseudoscorpions de la famille des Olpiidae.

## Distribution
Cette espèce est endémique d'Afghanistan. Elle se rencontre vers Kaboul.

## Étymologie
Son nom d'espèce lui a été donné en référence au lieu de sa découverte, l'Afghanistan.

## Publication originale
- Beier, 1961 : Pseudoscorpionidea II. Contribution à l'étude de la faune d'Afghanistan 56. Förhandlingar vid Kungliga Fysiografiska Sällskapets i Lund, vol. 31, p. 1-4.